# Баторі (фільм)
«Баторі» (англ. Báthory) — словацько-чесько-угорсько-британський історичний фільм режисера Якубиско Юрійя. Зйомки почалися в грудні 2005 року, а Прем'єра відбулася 4 липня 2008 року. Це перший фільм Якубиско Юрія англійською мовою.

## Історичне підґрунтя
Події фільму засновані на особистості графині Єлизавети Баторій, угорської дворянки 16-17 століть, що відбувається на території Верхньої Угорщини, нинішньої Словаччини. Як главу протестантів Західної Угорщини і дворянку з впливового роду, яка проводила незалежну політику, графиню піддали жахливим гонінням, а більшість доказів було сфальсифіковано з політичних мотивів за участю угорського палатина Юрая (Дьєрдя) Турзо, який претендував на частину великих земельних володінь роду Баторі, і окремих ієрархів католицької церкви.

## Сюжет
Фільм заснований на альтернативній історії Єлизавети Баторій, угорської дворянки 16-17 століть. Події відбуваються в частині Угорщини, на території сучасної Словаччини. У цій версії історії графиня — цілителька, яка проводить різні лікувальні експерименти та розтини у «лікарні» під своїм замком. Вона контактує з відомою відьмою — Дарвулією, яка рятує її від отруєння. Відьма обіцяє Єлизаветі сина і вічну красу. Натомість Єлизавета повинна пожертвувати своїм коханням і репутацією. Дарвуля стає її супутницею. Тим часом неподалік починають помирати молоді дівчата з, здавалося б, ніяк не пов'язаних між собою причин, і ми бачимо, як Єлизавета купається у ванні, наповненій червоною рідиною, а понівечені тіла дівчат ховають неподалік. Тим часом двоє монахів приходять до висновку, що рідина у ванні — не кров, а просто підфарбована травами вода.

Після смерті чоловіка Ференца Надашді Єлизавета зв'язується з інтриганом Юраєм Турзом, який намагається освідчитися їй на похороні чоловіка. Коханка Юрая, талановита травниця, пропонує допомогти йому помститися за відмову Єлизавети. Незабаром у Єлизавети починаються нереальні видіння та стани. Одного разу вона заколює жінку ножицями до смерті. Пізніше вона зізнається Дарвулі, що більше не може відрізнити сон від реальності. Дарвуля дізнається, що хтось підсипав у напій Єлизавети галюциногенні гриби. Єлизавета не може ясно мислити і вважає, що в усьому винна Дарвуля. Вона звільняє її. Потім Турзо і його дружина захоплюють Дарвулію і катують її, поки не відрізають їй язик. Перед смертю вона пише кров'ю ім'я Турзо на стіні камери. Єлизавета обіцяє йому помститися.

Потім родина Турзі пише зятям Єлизавети та іншим союзникам, щоб ті притягнули її до відповідальності за чаклунство. Коли їхні плани знову зазнають невдачі, вони самі захоплюють графиню і катують її слуг, щоб ті видали компрометуючу інформацію про неї. Слуг страчують за їхні нібито злочини, а Єлизавету ув'язнюють. У відчаї від розлуки з сином вона лягає на ліжко і починає співати, після чого полум'я від її свічок здіймається і охоплює її. Коли Турзо дізнається про її смерть, він визнає, що вона нарешті знову зробила те, чого він найменше очікував, як колись, коли вони разом грали в шахи, він зізнався собі, що завжди кохав її.

## У ролях
| Актор                                 | Роль                                                    |
| ------------------------------------- | ------------------------------------------------------- |
| Анна Фріл                             | графиня Єлизавета Баторій                               |
| Карел Роден                           | граф Юрай Турзо палатин Угорщини                        |
| Вінсент Ріган                         | генерал Ференц Надашди чоловік Єлизавети Баторі         |
| Ханс Метісон                          | Мерісі Караваджо художник                               |
| Дрейфус Джулі                         | леді Катаріна                                           |
| Діана Хорватова (Якубісько-Хорватова) | Анна Дарвулія знахарка                                  |
| Франко Неро                           | Матвій (Матеуш) II імператор Священної Римської імперії |
| Болек Поливка                         | Петро чернець                                           |
| Ентоні Берн                           | Стреч                                                   |
| Іржі Мадл                             | Кирило неофіт                                           |
| Моніка Гільмерова                     | графиня Цобор                                           |
| Люсія Вондрачкова                     | Люсія                                                   |
| Яромир Носек                          | Міклош                                                  |
| Карел Добрий                          | командир гвардії                                        |